# Eugeniusz Lubowicki
Eugeniusz Lubowicki (ur. 1 stycznia 1932 w Piętkach-Gręzkach, zm. 8 lutego 2024) – polski działacz partyjny i państwowy, były I sekretarz Komitetu Powiatowego PZPR w Olecku, w 1981 I sekretarz Komitetu Wojewódzkiego PZPR w Suwałkach.

## Życiorys
Syn Bolesława i Florentyny. Kształcił się m.in. w Wyższej Szkole Partyjnej KPZR w Moskwie (1976). W 1954 wstąpił do Polskiej Zjednoczonej Partii Robotniczej. Na początku lat 60. był członkiem plenum Komitetu Powiatowego w Wysokiem Mazowieckiem i członkiem egzekutywy Komitetu Powiatowego w Sejnach, a także szefem Prezydium Powiatowej Rady Narodowej w Sejnach. W latach 1972–1975 I sekretarz KP PZPR w Olecku. Od 1975 sekretarz ds. organizacyjnych w Komitecie Wojewódzkim PZPR w Suwałkach i członek jego egzekutywy, zasiadał również w Wojewódzkiej Radzie Narodowej w Suwałkach. Od 19 lutego do 11 lipca 1981 pełnił funkcję I sekretarza KW PZPR w Suwałkach. Został odwołany wskutek kontrowersji dotyczących relacji ze strukturami NSZZ „Solidarność” w województwie. W tym samym roku przeszedł na rentę. Hobbystycznie zajmował się myślistwem i działał w kole łowieckim.